# II. Fülöp a győzelem angyalának ajánlja a gyermek Ferdinándot
A II. Fülöp a győzelem angyalának ajánlja a gyermek Ferdinándot (Felipe II ofreciendo al cielo al infante don Fernando) Tiziano Vecellio festménye, amely 1573 és 1575 között keletkezett.
A kép két eseménynek állít emléketː a keresztény flotta 1571. október 7-ei győzelmének a lepantói csatában és II. Fülöp spanyol király fia, Habsburg Ferdinánd asztúriai herceg 1571. december 4-ei születésének. A spanyol királyi körök isteni ajándéknak tekintették két ilyen örömteli esemény rövid időn belüli bekövetkezését. Erről tanúskodik mások mellett Luis de Requesens milánói kormányzó egyik 1571. december 21-én szignált levele is.
A festmény így fogadalmi ajándékként szolgál, amelynek révén Fülöp megköszöni az isteni ajándékokat. Nagyjából a kép mértani középpontjában a meztelen csecsemő, Ferdinánd látható, akit apja tart kezében. Egy angyal ereszkedik le hozzájuk az égboltból, kezében pálmaág és szalag, utóbbin latin felirat (maiora tibi) hirdeti, hogy a hercegre nagyobb dicsőségek várnak még. Alattuk szövettel letakart asztal, amelynek hasonlatossága egy oltárhoz, erősíti a kép fogadalmi ajándék jellegét.
A háttérben a lepantói csata elevenedik meg, látható ahogy a gályák harcolnak. A török flotta feletti győzelmet jeleníti meg a kép bal alsó sarkában látható félmeztelen, megbilincselt férfi is; turbánja mellette hever.
A kép kompozícióját az udvar javasolta a festőnek. Alonso Sánchez Coello festő készített egy rajzot az uralkodóról, amelyen a király felfelé néz, alakja enyhén elfordul, és ezt elküldték Tizianónak. A rajz csak leírásokból ismert, így ma megmondhatatlan, mennyiben követte a festő azt. A festményt 1625-ben Vicente Carducho megnagyobbította, hogy magassága egyezzen V. Károly német-római császárt a mühlebergi csatatéren ábrázoló képpel. A két festmény a madridi Alcázar palotában függött 1839-ig, amikor áthelyezték őket a Pradóba.